# The Kink Kontroversy
The Kink Kontroversy è un album discografico del gruppo rock inglese The Kinks, pubblicato nel 1965.

## Brani
Contiene elementi di entrambi gli stili precedenti dei Kinks (dalle forti influenze blues di canzoni come Milk Cow Blues e variazioni sulle hits precedenti, come Till the End of the Day) e le prime indicazioni della direzione futura che prenderà lo stile di Ray Davies (The World Keeps Going Round e I'm On an Island). 

## Titolo
Il titolo dell'album è un riferimento ironico alla reputazione del gruppo sviluppata nel corso dell'anno precedente, dove sul palco erano frequenti le risse e i tumulti che portarono al divieto di esibirsi negli Stati Uniti.

## Tracce
- Tutte le canzoni sono di Ray Davies, tranne dove altrimenti specificato.

Lato 1
1. Milk Cow Blues (Sleepy John Estes; arrangiamento dei The Kinks) – 3:44
2. Ring the Bells – 2:21
3. Gotta Get the First Plane Home – 1:49
4. When I See That Girl of Mine – 2:12
5. I Am Free (Dave Davies) – 2:32
6. Till the End of the Day – 2:21

Lato 2
1. The World Keeps Going Round – 2:36
2. I'm on An Island – 2:19
3. Where Have All the Good Times Gone – 2:53
4. It's Too Late – 2:37
5. What's in Store for Me – 2:06
6. You Can't Win – 2:42

### Bonus tracks ristampa CD 1998
1. Dedicated Follower of Fashion - 3:05
2. Sittin' on My Sofa - 3:08
3. When I See That Girl of Mine (Demo version) - 2:01
4. Dedicated Follower of Fashion (Alternate stereo take) - 3:01